# Nueva Fuerabamba
Nueva Fuerabamba es una ciudad peruana localizada en el distrito de Chalhuahuacho ubicado en la provincia de Cotabambas en el departamento de Apurímac. Fue erigida por la constructora Graña y Montero entre 2012 y 2014 para el reasentamiento de la comunidad campesina de Fuerabamba (afectada por el tajo abierto del proyecto minero Las Bambas) ubicado a 20.5 km. 
Se conforma por 441 viviendas de dos y tres pisos, instituciones educativa de cuna, inicial, primaria y secundaria, centro de capacitación comunal, puesto de auxilio rápido, centro de salud (categoría I-4 con internamiento) y cementerio.